# Vasculair endotheliale groeifactor receptor

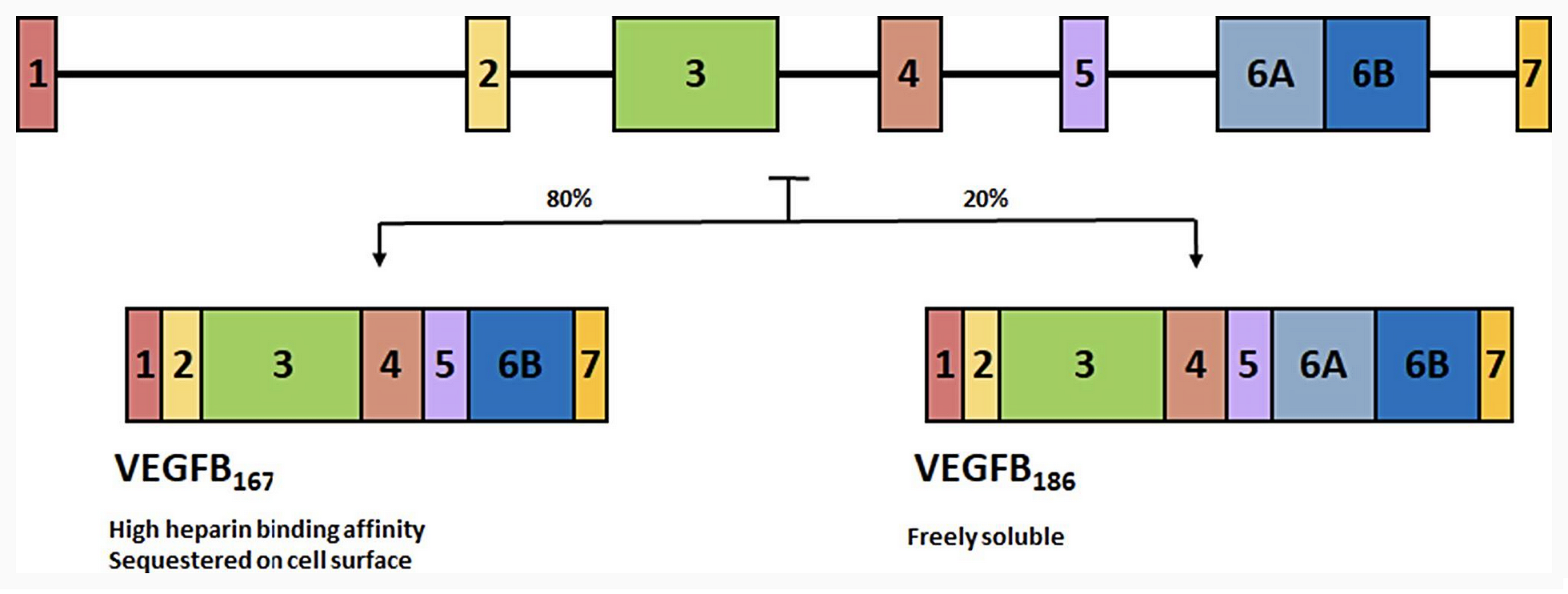
Alternatieve splicing van VEGFB. VEGFB_{167} omvat meer dan 80% van de transcripten en bevat een zeer basisch C-terminaal heparinebindend domein waardoor het op het celoppervlak kan worden vastgehouden. De andere isovorm, VEGFB_{186}, heeft een hydrofobe C-terminaal domein waardoor het vrij oplosbaar is.

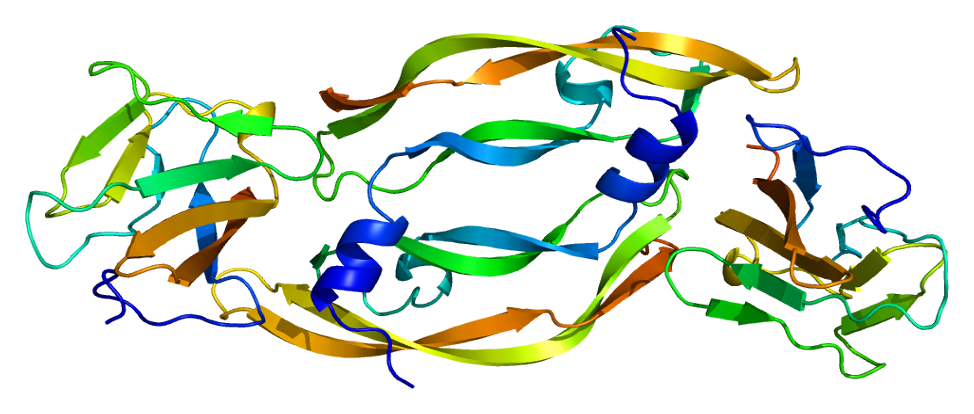
Lintdiagram van vasculair endotheliale groeifactor receptor 1 (VEGFR-1

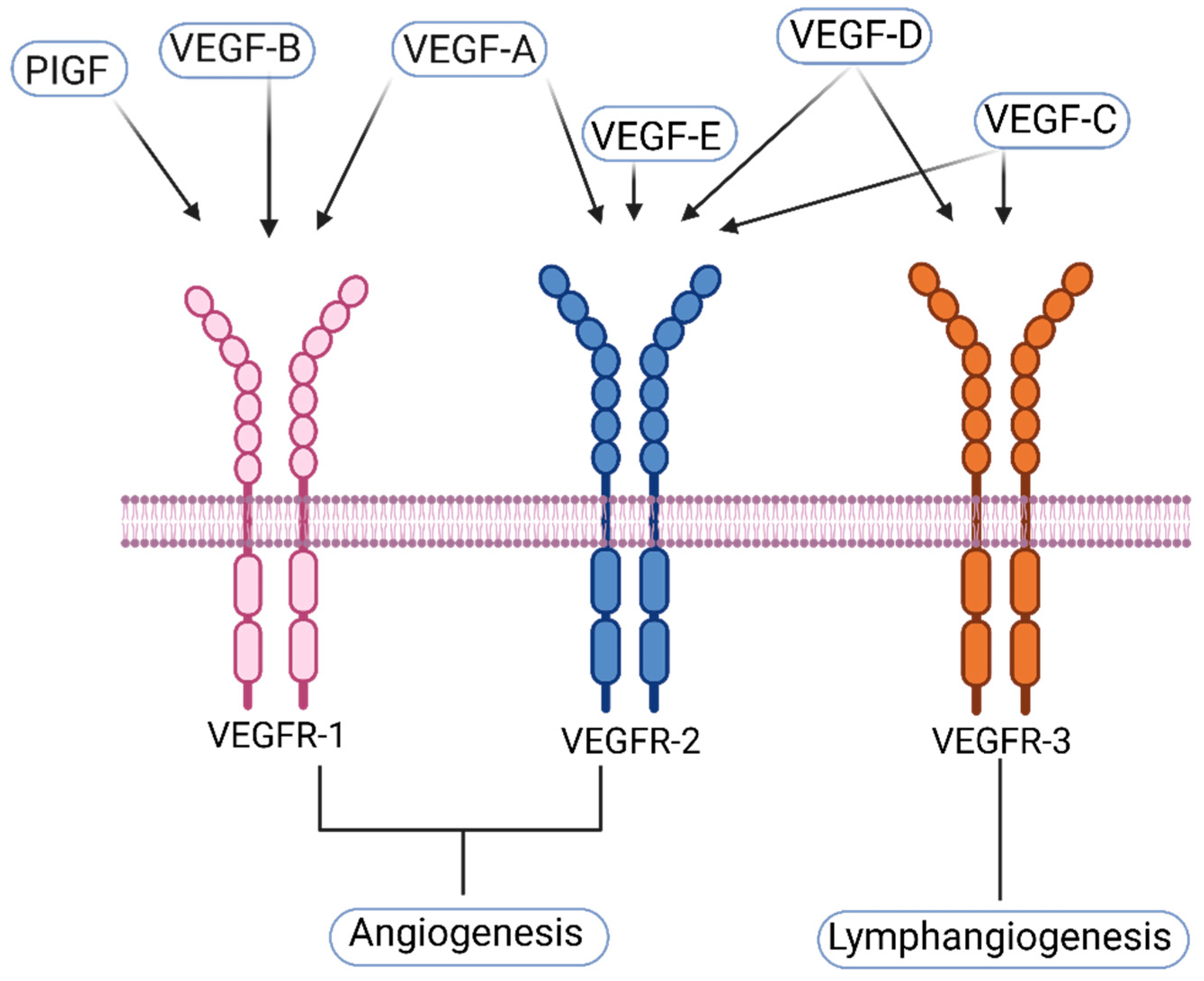
Soorten VEGF, hun VEGF-receptoren en liganden.

Vasculair endotheliale groeifactor receptoren (VEGFR's) zijn receptor-tyrosinekinasen voor de vasculair endotheliale groeifactor (VEGF). Er zijn drie hoofdsubtypen van VEGFR, genummerd 1, 2 en 3. Afhankelijk van alternatieve splicing kunnen ze membraangebonden (mbVEGFR) of oplosbaar (sVEGFR) zijn.

## Receptorbiologie
Alle leden van de VEGF-familie stimuleren cellulaire reacties door zich te binden aan tyrosinekinasereceptoren (de VEGFR's) op het celoppervlak, waardoor ze dimeren met zichzelf of met een co-receptor vormen en geactiveerd worden door transfosforylering. Transfosforylering is een chemische reactie waarbij een fosfaatgroep of een fosforigzuurgroep wordt overgedragen tussen een substraat en een receptor. De VEGF-receptoren hebben een extracellulair deel dat bestaat uit 7 immunoglobuline-achtige domeinen, een enkel transmembraan overspannend gebied en een intracellulair deel dat een gesplitst tyrosinekinasedomein bevat.
VEGF-A bindt aan VEGFR-1 (Flt-1) en VEGFR-2 (KDR/Flk-1). VEGFR-2 lijkt bijna alle bekende cellulaire reacties op VEGF te bemiddelen. De functie van VEGFR-1 is minder goed gedefinieerd, hoewel men denkt dat het de VEGFR-2-signalering moduleert. Een andere functie van VEGFR-1 is om te fungeren als een dummy/lokaas-receptor, die VEGF afschermt van VEGFR-2-binding (dit lijkt met name belangrijk te zijn tijdens vasculogenese in het embryo). In feite is een alternatief gesplitste vorm van VEGFR-1 (sFlt1) geen membraangebonden eiwit, maar wordt het afgescheiden en functioneert het voornamelijk als een lokaas. Er is een derde receptor ontdekt (VEGFR-3), maar VEGF-A is geen ligand voor deze receptor. VEGFR-3 bemiddelt lymfangiogenese als reactie op VEGF-C en VEGF-D.
Er zijn twee verschillende co-receptoren die de VEGFR-signalering moduleren: neuropilinen (NRP) en heparansulfaatproteoglycanen (HSPG). Er zijn twee NRP-subtypen, NRP-1 en NRP-2. NRP's binden verschillende VEGF-isovormen. De eiwitten NRP-1 en NRP-2 worden voornamelijk tot expressie gebracht en geassocieerd met een slechte klinische uitkomst in verschillende tumoren. Bij vasculogenese speelt NRP-1 een cruciale rol, omdat een tekort hieraan resulteert in een vroege embryosterfte bij muizen als gevolg van abnormale hart- en vaatontwikkeling en gebrekkige neurale geleiding. De binding van NRP-1 aan VEGFR-2 verhoogt de affiniteit van VEGFR-2/VEGF-A. Op dezelfde manier verhoogt de binding van NRP-2 aan VEGFR-3 het VEGF-C/VEGFR-3-signaalpad. De co-receptor HSPG is ook belangrijk om VEGFR-signalering te moduleren. HSPG vergemakkelijkt inderdaad de interactie van VEGF met VEGFR-2, dus de heparinase verlaagt, door HSPG te splitsen, de fosforylering van VEGFR-2 en ERK1/2 die wordt geïnduceerd door VEGF. De receptoren van VEGF's worden tot expressie gebracht door verschillende celtypen. De receptor VEGFR-2 is de belangrijkste effector bij angiogenese. Deze receptor induceert veel signaalroutes, zoals fosfolipase-Cγ (PLC-γ)/proteïnekinase C (PKC); p38-mitogeen-geactiveerde proteïnekinase (MAPK); fosfoinositide-3-kinase (PI3K)/proteïnekinase B (PKB), SRC en FAK. Deze signaalroutes induceren diverse processen zoals celmigratie, permeabiliteit, vasodilatatie, overleving, proliferatie, celadhesie en vaatvorm.
Semaforinen van klasse 3 concurreren bijvoorbeeld met VEGF165 voor NRP-binding en zouden daarom VEGF-gemedieerde angiogenese kunnen reguleren.

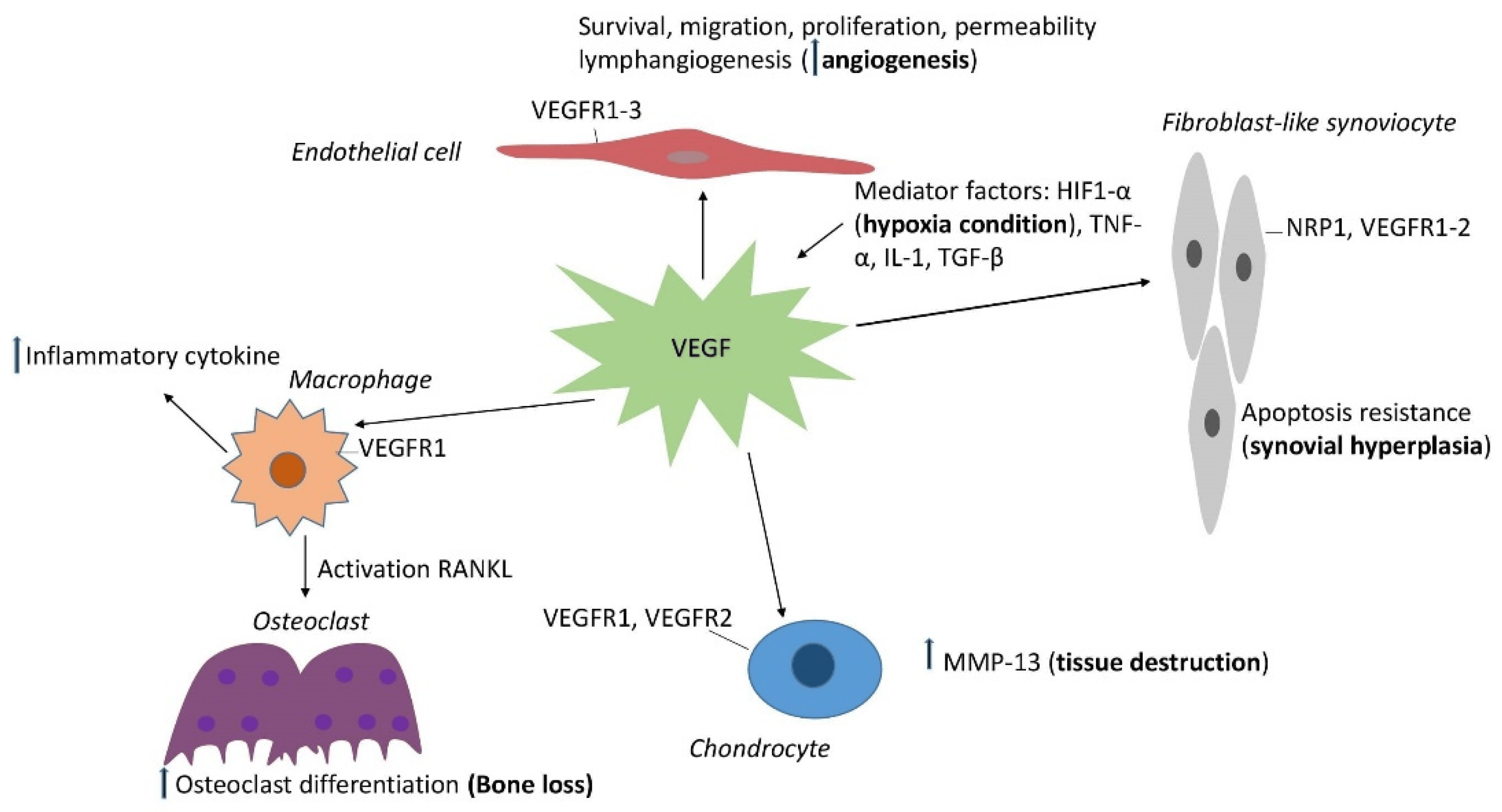
Schematisch diagram van de rol van VEGF en VEGFR's bij de ontwikkeling van gewrichtsblessures bij reumatische aandoeningen

## VEGF-remmers

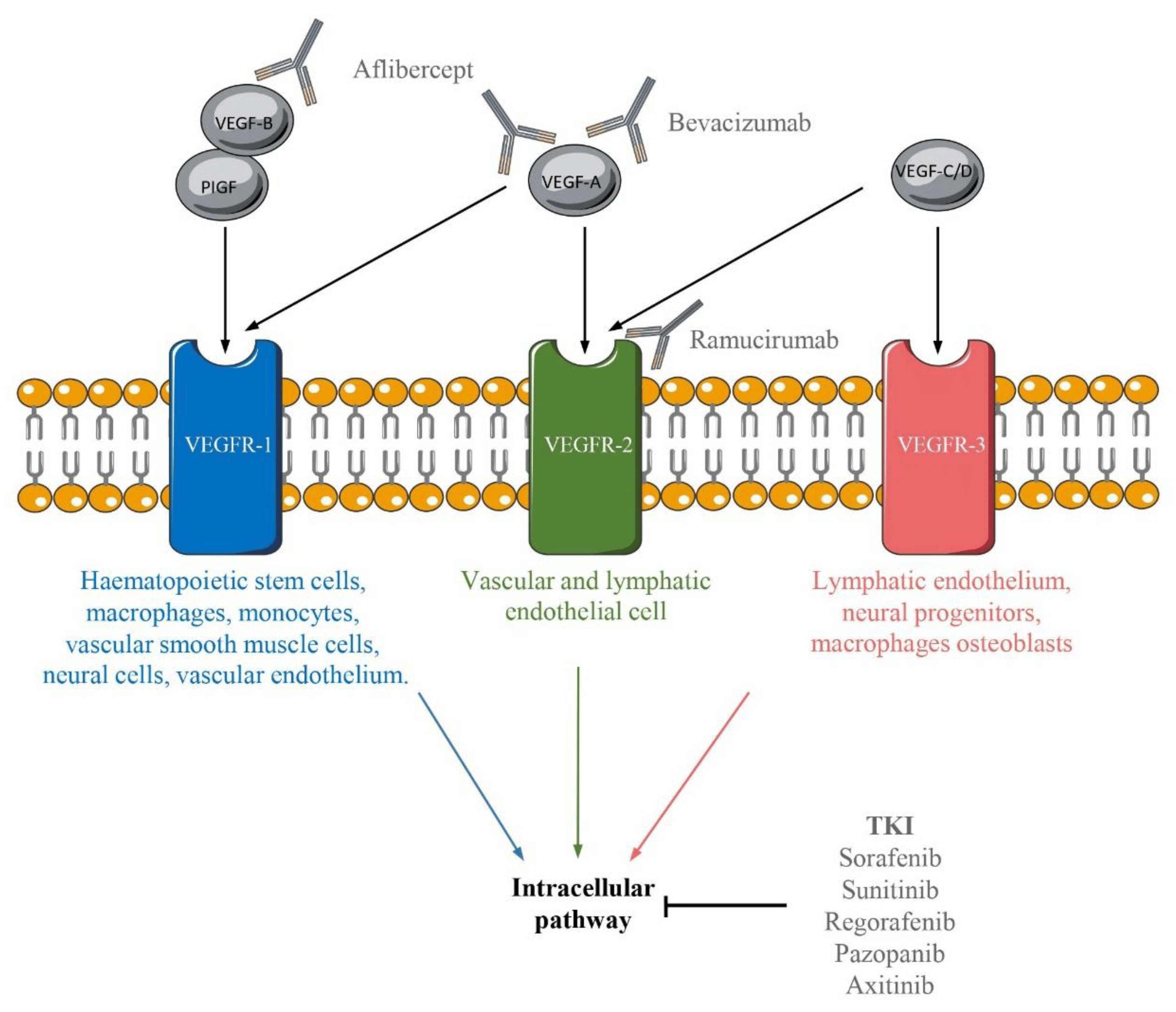
Weergave van de verschillende bindingen tussen VEGF/VEGFR en de moleculen die hun signaalroutes remmen

Remmers van VEGFR worden gebruikt bij de behandeling van kanker.
- Bevacizumab is het eerste monoklonale antilichaam gericht tegen VEGF en werd in 2004 op de markt gebracht voor de behandeling van bepaalde vormen van kanker.[8] De ontwikkeling ervan leverde Napoleone Ferrara in 2010 de Albert-Lasker Prijs voor klinisch medisch onderzoek op.[9]
- Ranibizumab is een fragment van bevacizumab dat zijn antagonistische eigenschappen behoudt.[10] Het wordt vooral gebruikt bij leeftijdsgebonden maculaire degeneratie.
- Sorafenib is een remmer van de VEGF-receptor. Het voorkomt de angiogenese die nodig is voor de zuurstofvoorziening van tumoren. Het wordt gebruikt bij de behandeling van bepaalde vormen van kanker.[11].
- Ramucirumab is een monoklonaal antilichaam dat zich richt op VEGF-receptor 2 (VGFR2).
- Aflibercept is een recombinant fusie-eiwit dat bestaat uit fragmenten van de extracellulaire domeinen van menselijke VEGF-receptortypen 1 en 2 (VEGFR1 en VGFR2), gefuseerd met het Fc-fragment (Fragment crystallizable region) van menselijk IgG1.
- Ivonescimab richt zich tegelijkertijd op PD1 (Programmed cell death protein 1) en VEGF.[12].
- Pegaptanib[13] natriuminjectie (merknaam Macugen) is een anti-angiogeen medicijn voor de behandeling van neovasculaire (natte) leeftijdsgebonden maculadegeneratie (AMD).[14] Het werd ontdekt door NeXstar Pharmaceuticals (dat in 1999 fuseerde met Gilead Sciences) en in 2000 in licentie gegeven aan EyeTech Pharmaceuticals, nu OSI Pharmaceuticals, voor ontwikkeling in een laat stadium en marketing in de Verenigde Staten.[15] Buiten de VS wordt pegaptanib op de markt gebracht door Pfizer. De goedkeuring werd verleend door de Amerikaanse Food and Drug Administration (FDA) in december 2004.[16]